# 花屋敷澄花の聖地巡礼
『花屋敷澄花の聖地巡礼』（はなやしきすみかのせいちじゅんれい）は、五十嵐雄策による日本のライトノベル。イラストは三輪フタバが担当している。電撃文庫より2013年6月から刊行されている。

## 概要
本作について作者の五十嵐は自身が出掛けることや旅行に行くことが好きであったこととアニメが好きだったことから、好きなものを詰め込んだ作品となったと述べている。また五十嵐は「本作を読んで少しでも聖地巡礼に興味を持ってくれた人が実際に現地に行った時のガイドブックとなれば幸い」との趣旨で本作の狙いを語っている。
五十嵐によると、作中に登場する地名やお店は可能な限り実在するものを使用していると述べており、同作者による別の作品も登場する。

## あらすじ
柏崎行人は高校で仲良くなった星崎夏奈に頼まれ7年間自宅に引きこもったまま出てこない花屋敷澄花の元を訪れた。目の前に広がる東京のジオラマに驚きを受けているとそのジオラマでレポートを撮る澄花が目に入る。最初はレイプ魔と間違われるも、どうにか話を聞くことができた行人。澄花の趣味はアニメや漫画の聖地を巡礼すること、野望は自身のサイトを聖地の写真でいっぱいにすることだった。しかし澄花は実際に聖地に足を運んだことはなくGoogle ストリートビューやAR技術を駆使して聖地を訪れた気になっていた。そんな澄花を見た行人は彼女を本当の聖地巡礼に誘うことを決意する。

## 登場人物
柏崎 行人（かしわざき いくと）
本作の主人公。桐葉学園高校に通う1年生。クラスは2組。夏奈からは「イクイク」、澄花からは「ハゲ丸」、後に「行人」と呼ばれている。ジャッキーパスカルが好物。
誰とでもすぐに仲良くなれる。彼の人柄の良さを見込んだ夏奈が、7年間引きこもっている澄花と友達になってほしいとお願いされている。最初の頃澄花は行人の事を警戒していたが、自分が引きこもりであることを告白した澄花を受け入れたことがきっかけでその警戒心は解けている。
澄花が学校に復帰した後も休み時間は行人の教室にこたつを置いて過ごしている。あまりにも華奢な体つきをしているため、クラスメイトは澄花の事を初等部の生徒と勘違いしており、行人をロリコンだと誤解している。
アニメには疎く、最初は「聖地巡礼」という言葉自体も知らなかったが、澄花と一緒に聖地を巡るうちにその魅力に気付きハマりつつある。また最初の頃の聖地巡礼では澄花の説明を聞くのみだったが、途中からはアニメを実際に観てから聖地巡礼に赴いている。「あの日見た花の名前を僕達はまだ知らない。」にハマっている。
澄花が冗談で言った「学校が聖地だったらいいのに」という言葉を真に受け、池袋で偶然出会った名和監督に頼み込み自身の学校を聖地にして貰うなど思い切った行動をとることがある。
妹がいるが、腐女子を思わせるような描写が何回か登場している。
花屋敷 澄花（はなやしき すみか）
本作のメインヒロイン。1年3組に所属している。
小さい頃は身体が弱く、病院か保健室にいる時間が圧倒的に多かったためクラスとの間に溝ができていた。ある日鎌倉へ遠足に行った時に澄花が倒れてしまったため遠足は行動予定が大幅に遅れてしまい、そのまま中止となった。以降澄花に対するいじめが始まったことでこの出来事がトラウマとなり、やがて学校に通わなくなってしまった。身体は成長と共に基礎免疫が上がったため弱くなくなったものの、そのトラウマは中学、高校に上がっても消えなかったため外に出ない生活を7年続けていた。
顔だちは整っており、肌は真っ白。美形だが口を開くと必ずと言ってもいいほど暴言を吐く。極度のツンデレだが、ツンの部分が目立つ。作中では澄花を「ツンデラックス」と称している。
趣味は聖地巡礼、野望は自分のサイトを聖地の写真でいっぱいにすることだが、実際の聖地には一度も言ったことがなく、Google ストリートビューや最新のAR技術を駆使することで聖地に行った気になっていた。部屋には東京の街並みを再現したジオラマが置いてあり、ニコニコ動画にある自身の聖地巡礼コミュニティに投稿するための聖地レポートを撮っている。なお聖地の話になると周りの事が目に入らなくなる。聖地巡礼を始める際は「聖地巡礼……キター!!」と叫ぶのが決まりとなっている。
行人に出会った当初は警戒心を露わにしていたが、引きこもりであることを告白したにもかかわらず毎日家に来る行人を見て徐々に心を開いていく。1巻の途中から徐々に外に出始めるようになり1巻の終わりでは学校に再び学校に通うようになった。
頭はかなり良く高校入試をほぼ満点のトップで通過している。澄花は行人に出会った時点で高校の内容は全てマスターしていると述べている。英検は1級を持っている。
澄花の家は高級住宅街に位置する高台に建っている。家の近くには「乃木坂春香の秘密」に出てくる聖地がある。
星崎 夏奈（ほしざき かな）
行人と澄花の友人。澄花とは小学校の頃からの付き合い。1年2組に所属している。両親と妹の4人家族。
非常にフレンドリーな性格だがいたずら好き。何度か夏奈のいたずらに行人も巻き込まれている。
入学式直後に校長の髪の毛はヅラか植毛かについて話しかけたことが行人との出会い。席が隣であったことや趣味が共通していたことがあり、行人とは仲の良い友達となった。
澄花が引きこもるようになった後、澄花にどうにか学校に来て貰おうと登校班の全員で学校へ迎えに行ったり、澄花のクラスメイトに依頼し手紙を書いて貰うなど様々な策を講じていたが、澄花が引きこもるようになった理由を知らなかったこともあって、かえって逆効果となってしまった。その時の澄花の悲しそうな表情が心に残っていたため、自分のやり方とは異なる方法で澄花の助けられるのではと期待し、行人に澄花と友人になって貰うように頼むこととなる。その後、秩父の聖地巡礼の際に澄花と本気でぶつかった時に初めて澄花の本心に触れることができた。
雪下 見奈衣（ゆきした みない）
澄花の家で家政婦をやっている女性。見た目は若い。澄花の家の家政婦を7年やっている。
ダンプカー、トラックの運転ができ、ハンドルを握ると人が変わる。謎な部分が多く、謎を知られてしまうとしかるべき処置を行うと述べている。
野毛山（のげやま）
桐葉学園高校1年3組の担任教師。小太りでバーコード風に禿げ上がっている。生徒からつけられたあだ名は「ハゲ山」や「ハゲ山動物園」など。
学園内では古株の教師として知られているが、見た目がハゲたマントヒヒみたいなことと、周囲に対してやたらと威圧的で見下した態度をとることから、生徒には全く人気が無い。さらに教師らしかぬ言動が目立つ。
名和 宗則（なわ むねのり）
1巻で登場するアニメ監督。自転車で走っていた時にフィギュアを落としてしまい、壊れてしまい困っていたところを行人たちが声をかけたことで出会った。その後澄花がそのフィギュアを直し、フィギュアの方は壊れる前よりもいい出来となっている。これが澄花の引きこもりを終わらせるきっかけを作ることとなる。
大崎
行人と同じ中学校出身の生徒。澄花が学校に復帰した際声をかけているが、澄花が勘違いし威嚇したことで澄花に対して恐怖心を抱いている。
行人の計らいで立川・多摩センターの聖地巡礼を一緒に巡った際に少し打ち解けることができた。

## 用語
聖地巡礼
本作のメインとなっている行為。宗教的な巡礼とは異なり、テレビやゲーム、アニメ、漫画、ライトノベル、ドラマなどで使用されたロケ地を実際に訪れることを指す。
私立桐葉学園
行人たちが通う学校。初等部から高等部まである。周辺の地域ではそこそこ有名な私立校で規則は比較的厳しい。「ノクターン女学院ラクロス部Z」の28話に校舎が登場し、聖地となっている。更に図書室は「乃木坂春香の秘密 ふぃな〜れ♪」の舞台としても登場し、多重聖地となっている。
ヘラクレス・マークⅡ
澄花のお気に入りのこたつ。一年を通して部屋に置いてある。聖地巡礼の際には、なるべく澄花を家と同じ状況にしておきたいという理由から大型のリヤカーに積まれる。リヤカーは集合場所まで見奈衣が澄花と共にダンプカーで運んでくる。
聖地巡礼同好会
桐葉学園に新しく創設された部活。夏奈が提案した聖地巡礼部を実現させた。部員が澄花、行人、夏奈の3人だったため同好会という形でスタートした。創設の際には夏奈が多方面に走り回ったことと、行人の担任である佐伯が口添えをしたためスムーズに行うことができた。

### 本作に登場する聖地
近所の公園
行人と澄花が初めて聖地巡礼に訪れた場所。澄花の家の近くにある。乃木坂春香の秘密で使用されている。
池袋
行人と澄花が2回目の聖地巡礼に訪れた場所。本格的な聖地巡礼は初めてとなる。半日を使い、東武東上線北口改札、いけふくろう、池袋東口35番出口、乙女ロード、サンシャイン通り、池袋西口公園、トキワ荘跡地、サンシャイン60を巡った。
メインとなっている作品は「デュラララ!!」。この他にも「輪るピングドラム」「IWGP」「嘘つきみーくんと壊れたまーちゃん」「孤独のグルメ」「まんが道」が登場する。
鎌倉・江ノ島
行人と澄花が3回目の聖地巡礼に訪れた場所。半日を使い、北鎌倉駅、円覚寺、鶴岡八幡宮、鎌倉駅、江ノ島、展望灯台を巡る予定だった。
メインとなっている作品は「ビブリア古書堂の事件手帖」。この他にも「海街diary」「マリア様がみてる」「門」「千羽鶴」「侵略!イカ娘」「TARI TARI」「うた∽かた」が登場する。
江ノ島に移る途中で澄花が倒れてしまったため、江ノ島は巡らずに中止となった。
後日中断した江ノ島を巡る旅を行った。鎌倉は既に行っているため、前回の工程に若干の修正を加えており、七里ヶ浜、江ノ島入口、魚見亭、江ノ島岩屋、稚児ヶ淵、龍恋の鐘、江の島サムエル・コッキング苑を巡った。
メインとなっている作品は前回と同じく「ビブリア古書堂の事件手帖」。その他にも「つり球」「孤独のグルメ」「うた∽かた」が登場する。
多摩センター・立川
行人と澄花が4回目の聖地巡礼に訪れた場所。ほぼ一日を使い富士多摩ビル横陸橋、ファミリーマート多摩センター駅前南店、多摩センター三越前、朝日生命ビル前、小田急多摩線レール下公園、パルテノン多摩、立川駅南口モスバーガー前、錦第二公園、立川駅北口伊勢丹前、シネマ通り商店街を巡った。
メインとなっている作品は「とある魔術の禁書目録」「とある科学の超電磁砲」。この他に「聖☆おにいさん」が登場している。
行人と澄花が聖地を巡礼した翌日に、行人の計らいで大崎をはじめとする3組のクラスの3人が澄花と一緒に同じ場所を巡っている。
秩父
行人と澄花が5回目の聖地巡礼に訪れた場所。一泊二日で巡っている。1日目は秩父鉄道秩父駅、秩父神社、定林寺、旧秩父橋、まめちゃん家の秘密基地を、2日目は羊山公園、羊山公園芝桜の丘、龍勢会館、龍勢発射台を巡った。泊りがけの旅の為見奈衣が同行し、その会話を聞いていた夏奈も同行している。
メインとなっている作品は「あの日見た花の名前を僕達はまだ知らない。」聖地巡礼の際にじんたんTシャツを着用して巡った。

## 既刊一覧
- 五十嵐雄策（著）・三輪フタバ（イラスト）、アスキー・メディアワークス〈電撃文庫〉、既刊2巻（2013年10月10日現在）
  - 『花屋敷澄花の聖地巡礼』、2013年6月7日発売[1]、ISBN 978-4-04-891745-2
  - 『花屋敷澄花の聖地巡礼（2）』、2013年10月10日発売[3]、ISBN 978-4-04-866029-7